# Vela ai Giochi della XIX Olimpiade - Flying Dutchman
La competizione della classe Flying Dutchman di vela ai Giochi della XIX Olimpiade si è svolta nei giorni dal 14 al 21 ottobre 1968 nella baia di Acapulco.

## Partecipanti
| Nazione                 | Equipaggio                             |
| ----------------------- | -------------------------------------- |
| Australia               | Carl Ryves, James Sargeant             |
| Austria                 | Karl Geiger, Werner Fischer            |
| Belgio                  | Christian Maes, Joël Roland            |
| Brasile                 | Reinaldo Conrad, Burkhard Cordes       |
| Canada                  | Roger Green, Stewart Green             |
| Danimarca               | Hans Fogh, Niels Jensen                |
| El Salvador             | Mario Aguilar, Manuel Escobar          |
| Francia                 | Bertrand Cheret, Bruno Trouble         |
| Germania Est            | Hans-Jürgen Cochius, Werner Christoph  |
| Germania Ovest          | Ulli Libor, Peter Naumann              |
| Giamaica                | William Plant, Michael Anthony Nunes   |
| Gran Bretagna           | Rodney Pattisson, Iain MacDonald-Smith |
| Grecia                  | Georgios Andreadis, Stavros Psarrakis  |
| Hong Kong               | Neil Pryde, Peter Gamble               |
| Indonesia               | John Gunawan, Tan Tjong Sian           |
| Italia                  | Carlo Massone, Emanuele Ottonello      |
| Jugoslavia              | Antun Grego, Simo Nikolić              |
| Messico                 | Lorenzo Villaseñor, Guillermo García   |
| Norvegia                | Bjørn Lofterød, Odd Roar Lofterød      |
| Nuova Zelanda           | Geoff Smale, Ralph Roberts             |
| Paesi Bassi             | Ben Verhagen, Nico de Jong             |
| Polonia                 | Andrzej Iwiński, Ludwik Raczyński      |
| Portogallo              | Orlando Rodrigues, Adriano da Silva    |
| Porto Rico              | Juan Torruella, Radamés Torruella      |
| Isole Vergini Americane | Rudy Thompson, John Hamber             |
| Spagna                  | Gonzalo, Duke Fernández, Félix Gancedo |
| Stati Uniti             | Robert James, David James              |
| Svezia                  | Peter Kolni, Jörgen Kolni              |
| Ungheria                | Pál Gömöry, Szabolcs Izsák             |
| Unione Sovietica        | Lev Rvalov, Viktor Pil'čin             |

## Classifica finale
| Pos.    | Nazione                 | Equipaggio                            | Punti Totali | 1ª regata | 1ª regata | 2ª regata | 2ª regata | 3ª regata | 3ª regata | 4ª regata | 4ª regata | 5ª regata | 5ª regata | 6ª regata | 6ª regata | 7ª regata | 7ª regata |
| Pos.    | Nazione                 | Equipaggio                            | Punti Totali | P.F       | P.R       | P.F       | P.R       | P.F       | P.R       | P.F       | P.R       | P.F       | P.R       | P.F       | P.R       | P.F       | P.R       |
| ------- | ----------------------- | ------------------------------------- | ------------ | --------- | --------- | --------- | --------- | --------- | --------- | --------- | --------- | --------- | --------- | --------- | --------- | --------- | --------- |
| Oro     | Gran Bretagna           | Rodney Pattisson Iain MacDonald-Smith | 3,0          | DQ        | 39,0      | 1         | 0,0       | 1         | 0,0       | 1         | 0,0       | 1         | 0,0       | 1         | 0,0       | 2         | 3,0       |
| Argento | Germania Ovest          | Ulli Libor Peter Naumann              | 43,7         | 1         | 0,0       | 3         | 5,7       | 2         | 3,0       | 2         | 3,0       | 13        | 19,0      | 21        | 27,0      | 7         | 13,0      |
| Bronzo  | Brasile                 | Reinaldo Conrad Burkhard Cordes       | 48,4         | 14        | 20,0      | 7         | 13,0      | 4         | 8,0       | 3         | 5,7       | 3         | 5,7       | 10        | 16,0      | 1         | 0,0       |
| 4       | Australia               | Carl Ryves James Sargeant             | 49,1         | 3         | 5,7       | 5         | 10,0      | 3         | 5,7       | 20        | 26,0      | 8         | 14,0      | 4         | 8,0       | 3         | 5,7       |
| 5       | Norvegia                | Bjørn Lofterød Odd Roar Lofterød      | 52,4         | 2         | 3,0       | 2         | 3,0       | 7         | 13,0      | 6         | 11,7      | 6         | 11,7      | DNF       | 36,0      | 5         | 10,0      |
| 6       | Francia                 | Bertrand Cheret Bruno Trouble         | 68,0         | 5         | 10,0      | 4         | 8,0       | 20        | 26,0      | 9         | 15,0      | 4         | 8,0       | 2         | 3,0       | 18        | 24,0      |
| 7       | Canada                  | Roger Green Stewart Green             | 79,0         | 9         | 15,0      | 16        | 22,0      | 5         | 10,0      | 5         | 10,0      | 2         | 3,0       | 18        | 24,0      | 13        | 19,0      |
| 8       | Nuova Zelanda           | Geoff Smale Ralph Roberts             | 84,0         | DQ        | 39,0      | 8         | 14,0      | 9         | 15,0      | 12        | 18,0      | 9         | 15,0      | 8         | 14,0      | 4         | 8,0       |
| 9       | Svezia                  | Peter Kolni Jörgen Kolni              | 96,0         | 12        | 18,0      | DNF       | 35,0      | 8         | 14,0      | 14        | 20,0      | 5         | 10,0      | 14        | 20,0      | 8         | 14,0      |
| 10      | Stati Uniti             | Robert James David James              | 97,4         | DNF       | 36,0      | 9         | 15,0      | 14        | 20,0      | 18        | 24,0      | 15        | 21,0      | 3         | 5,7       | 6         | 11,7      |
| 11      | Spagna                  | Gonzalo, Duke Fernández Félix Gancedo | 101,7        | 10        | 16,0      | 14        | 20,0      | 6         | 11,7      | 10        | 16,0      | 10        | 16,0      | 20        | 26,0      | 16        | 22,0      |
| 12      | Germania Est            | Hans-Jürgen Cochius Werner Christoph  | 103,7        | 13        | 19,0      | 10        | 16,0      | 16        | 22,0      | 13        | 19,0      | 19        | 25,0      | 6         | 11,7      | 10        | 16,0      |
| 13      | Jugoslavia              | Antun Grego Simo Nikolić              | 106,0        | 19        | 25,0      | 17        | 23,0      | 13        | 19,0      | 4         | 8,0       | 17        | 23,0      | 7         | 13,0      | 14        | 20,0      |
| 14      | Hong Kong               | Neil Pryde Peter Gamble               | 108,0        | 11        | 17,0      | 13        | 19,0      | 15        | 21,0      | 8         | 14,0      | 21        | 27,0      | 16        | 22,0      | 9         | 15,0      |
| 15      | Unione Sovietica        | Lev Rvalov Viktor Pil'čin             | 108,7        | 4         | 8,0       | 6         | 11,7      | 12        | 18,0      | 23        | 29,0      | 18        | 24,0      | 23        | 29,0      | 12        | 18,0      |
| 16      | Danimarca               | Hans Fogh Niels Jensen                | 113,7        | 6         | 11,7      | 12        | 18,0      | DQ        | 39,0      | 7         | 13,0      | 12        | 18,0      | 11        | 17,0      | DNF       | 36,0      |
| 17      | Paesi Bassi             | Ben Verhagen Nico de Jong             | 116,0        | 18        | 24,0      | 15        | 21,0      | 10        | 16,0      | 16        | 22,0      | 16        | 22,0      | 12        | 18,0      | 11        | 17,0      |
| 17      | Austria                 | Karl Geiger Werner Fischer            | 116,0        | 16        | 22,0      | 11        | 17,0      | 18        | 24,0      | 17        | 23,0      | 14        | 20,0      | 5         | 10,0      | 21        | 27,0      |
| 19      | Italia                  | Carlo Massone Emanuele Ottonello      | 120,0        | 15        | 21,0      | 19        | 25,0      | 17        | 23,0      | 24        | 30,0      | 7         | 13,0      | 9         | 15,0      | 17        | 23,0      |
| 20      | Messico                 | Lorenzo Villaseñor Guillermo García   | 121,0        | 7         | 13,0      | 22        | 28,0      | 11        | 17,0      | 22        | 28,0      | 11        | 17,0      | 15        | 21,0      | 19        | 25,0      |
| 21      | Ungheria                | Pál Gömöry Szabolcs Izsák             | 146,0        | 8         | 14,0      | DNF       | 35,0      | 21        | 27,0      | 11        | 17,0      | 23        | 29,0      | 25        | 31,0      | 22        | 28,0      |
| 22      | Grecia                  | Georgios Andreadis Stavros Psarrakis  | 151,0        | 21        | 27,0      | 21        | 27,0      | 19        | 25,0      | 19        | 25,0      | 20        | 26,0      | DNF       | 36,0      | 15        | 21,0      |
| 23      | Belgio                  | Christian Maes Joël Roland            | 158,0        | 22        | 28,0      | DNS       | 36,0      | 25        | 31,0      | 15        | 21,0      | 22        | 28,0      | 13        | 19,0      | 25        | 31,0      |
| 24      | Polonia                 | Andrzej Iwiński Ludwik Raczyński      | 165,0        | 20        | 26,0      | 18        | 24,0      | 24        | 30,0      | 25        | 31,0      | 25        | 31,0      | 17        | 23,0      | 26        | 32,0      |
| 25      | Isole Vergini Americane | Rudy Thompson John Hamber             | 172,0        | 17        | 23,0      | 23        | 29,0      | 22        | 28,0      | 27        | 33,0      | 26        | 32,0      | 24        | 30,0      | 24        | 30,0      |
| 26      | Giamaica                | William Plant Michael Anthony Nunes   | 175,0        | DNF       | 36,0      | DNF       | 35,0      | 23        | 29,0      | 21        | 27,0      | 24        | 30,0      | 22        | 28,0      | 20        | 26,0      |
| 27      | Portogallo              | Orlando Rodrigues Adriano da Silva    | 178,0        | 24        | 30,0      | 24        | 30,0      | 26        | 32,0      | 26        | 32,0      | DNF       | 36,0      | 19        | 25,0      | 23        | 29,0      |
| 28      | Porto Rico              | Juan Torruella Radamés Torruella      | 186,0        | 23        | 29,0      | 20        | 26,0      | 27        | 33,0      | 28        | 34,0      | 27        | 33,0      | 26        | 32,0      | 27        | 33,0      |
| 29      | Indonesia               | John Gunawan Tan Tjong Sian           | 199,0        | 26        | 32,0      | 25        | 31,0      | 28        | 34,0      | 29        | 35,0      | 28        | 34,0      | 28        | 34,0      | 28        | 34,0      |
| 30      | El Salvador             | Mario Aguilar Manuel Escobar          | 205,0        | 25        | 31,0      | DNF       | 35,0      | DNF       | 36,0      | DNS       | 36,0      | 29        | 35,0      | 27        | 33,0      | 29        | 35,0      |